# Cantone di Nieul
Il Cantone di Nieul era una divisione amministrativa dell'arrondissement di Limoges.
A seguito della riforma approvata con decreto del 20 febbraio 2014, che ha avuto attuazione dopo le elezioni dipartimentali del 2015, è stato soppresso.

## Composizione
Comprendeva i comuni di:
- Chaptelat
- Nieul
- Peyrilhac
- Saint-Gence
- Saint-Jouvent
- Veyrac